# باتان (جزيرة)
جزيرة باتان هي أكبر جزر مقاطعة باتانيس في إقليم إيلوكوس شمال الفلبين، وتشكل الجزء الرئيسي من الإقليم الذي يُعد أقصى مناطق البلاد من حيث الموقع الجغرافي، تقع الجزيرة بين بحر الفلبين من الشرق وبحر الصين الجنوبي من الغرب، وتُعد مركزًا إداريًا وثقافيًا للإقليم، حيث تضم عاصمته مدينة باسكو.

تتميز جزيرة باتان بمناظر طبيعية خلابة تشمل التلال الخضراء، والسواحل الصخرية، والسهول البركانية، إلى جانب المناخ المعتدل الذي يميزها عن بقية أنحاء الفلبين، كما تشتهر بهدوئها، وهويتها الثقافية الفريدة المرتبطة بشعب الإفاتان، الذين حافظوا على تقاليدهم وعاداتهم عبر القرون.
تُعد الجزيرة وجهة سياحية صاعدة لمحبي الطبيعة والهدوء، وتوفر فرصًا للمشي الجبلي، واستكشاف القرى التراثية، ومشاهدة المنارات القديمة والمناظر الساحلية.